# Stipa zalesskii
Stipa zalesskii is een plant uit de grassenfamilie (Poaceae). De soort komt voor in de steppegordel. Zijn verspreidingsgebied reikt van Donetsk en Loehansk in het oosten van Oekraïne tot in Kazachstan. Het is een kwetsbare soort die gevoelig is voor overbegrazing en cultivering van steppegebieden.

## Synoniemen
- Stipa glabrata P.Smirn.
- Stipa rubens P.Smirn.
- Stipa rubentiformis P.Smirn.

... · 
S. capillata · 
S. lessingiana · 
S. pennata · 
S. pontica · 
S. pulcherrima · 
S. tirsa · 
S. ucrainica · 
S. zalesskii · 
...